# Mädchen (Album)
Mädchen ist das Debütalbum der deutschen Band Lucilectric, das im April 1994 erschien.

## Entstehung und Veröffentlichung
1993 gründete sich die Band Lucilectric und brachte mit Mädchen ihre erste Single als Vorbote zu ihrem ersten Album heraus, die zugleich ihr größter kommerzieller Erfolg wurde.
Am 25. April 1994 erschien das gleichnamige Debütalbum bei Sing Sing Records. Dieses erschien in seiner Originalausführung als CD mit elf Titeln (Katalognummer: 74321 18889-2). Das Frontcover zeigt die beiden Lucilectric-Mitglieder Ralf Goldkind und Luci van Org – neben Interpretenangabe und Albentitel – schwarz gekleidet vor einem weißen Hintergrund. Um ihnen herum ist ein Kreis gezogen mit der prägnanten Liedzeile vom Titelsong Mädchen: „Ich bin so froh, daß [sic] ich ein Mädchen bin“. Die Fotografie stammt von Andreas Kess und für die Artwork des Covers zeichnete Kraus/Hamburg verantwortlich.
Geschrieben wurden alle Lieder gemeinsam von den beiden Lucilectric-Mitgliedern, lediglich beim Schreibprozess von Hey Fisch bekam das Duo Unterstützung durch Annette Humpe. Humpe zeichnete zudem auch, zusammen mit Andreas Herbig, für die Produktion aller Lieder verantwortlich.

## Titelliste
| #   | Titel                 | Autor(en)                                  | Produzent(en)                 | Länge |
| --- | --------------------- | ------------------------------------------ | ----------------------------- | ----- |
| 1.  | Mädchen               | Luci van Org, Ralf Goldkind                | Annette Humpe, Andreas Herbig | 3:16  |
| 2.  | Warum?                | Luci van Org, Ralf Goldkind                | Annette Humpe, Andreas Herbig | 4:08  |
| 3.  | Explosiv              | Luci van Org, Ralf Goldkind                | Annette Humpe, Andreas Herbig | 2:57  |
| 4.  | Hey Süsser            | Luci van Org, Ralf Goldkind                | Annette Humpe, Andreas Herbig | 3:44  |
| 5.  | Dreckig               | Luci van Org, Ralf Goldkind                | Annette Humpe, Andreas Herbig | 2:58  |
| 6.  | Umlaufbahn            | Luci van Org, Ralf Goldkind                | Annette Humpe, Andreas Herbig | 3:30  |
| 7.  | Hey Fisch             | Annette Humpe, Luci van Org, Ralf Goldkind | Annette Humpe, Andreas Herbig | 3:47  |
| 8.  | Herzlichen Dank       | Luci van Org, Ralf Goldkind                | Annette Humpe, Andreas Herbig | 3:47  |
| 9.  | Nur wer im Heute lebt | Luci van Org, Ralf Goldkind                | Annette Humpe, Andreas Herbig | 3:53  |
| 10. | Schande               | Luci van Org, Ralf Goldkind                | Annette Humpe, Andreas Herbig | 3:28  |
| 11. | Schlaflied            | Luci van Org, Ralf Goldkind                | Annette Humpe, Andreas Herbig | 3:43  |

## Chartplatzierungen
| ChartsChartplatzierungen | Höchstplatzierung | Wochen |
| ------------------------ | ----------------- | ------ |
| Deutschland (GfK)        | 14 (23 Wo.)       | 23     |
| Österreich (Ö3)          | 20 (16 Wo.)       | 16     |
| Schweiz (IFPI)           | 20 (8 Wo.)        | 8      |

| ChartsJahrescharts (1994) | Platzierung |
| ------------------------- | ----------- |
| Deutschland (GfK)         | 79          |